# ウィリアム・ウッダード
ウィリアム・パーソンズ・ウッダード（英語: William Parsons Woodard、1896年9月10日 - 1973年2月19/20日）は、日本の宗教の研究者。日本の占領に際して、民間情報教育局で宗教政策に関する助言をし、宗教法人法（宗教法人令）の成立を助けた。
ウッダードの書簡や占領関係文書などが「William P. Woodard papers, 1896-1974」としてオレゴン大学に所蔵されている。

## 経歴
出生から修学期
1896年、アメリカ合衆国ミシガン州カラマズーで生まれた。カラマズー大学で学び、1918年に歴史学学士号を取得。短い従軍を経て、ユニオン神学校で学び、1921年に神学学士号も取得した (Bachelor of Divinity)。
宣教師としてアジアへ
1924年から1941年まで、会衆派の宣教師として札幌、京城、大阪、東京などで活動。1942年から1947年まで、アメリカ海軍に従軍。
太平洋戦争後
1946年から占領終結の1952年まで（1947年の退役後は民間人として）連合国軍最高司令官総司令部（GHQ）の民間情報教育局宗教文化資源課で Chief of the Religious Research Branch, Special Projects Officer, 及び Advisorとして勤務。占領終結後の1954年には、国際宗教研究所設立に携わった。1961年にカラマズー大学より名誉神学博士号 (Honorary doctor of Divinity)を授与された。1966年から1972年までクレアモント大学院大学(Claremont Graduate School)で教鞭をとった。
1972年に自身の経験とGHQ文書を元にした著書 The Allied Occupation of Japan, 1945-1952 and Japanese Religions を出版（下記は訳書）。1973年にカリフォルニア州ポモナで死去。

## 著作
- 『天皇と神道：GHQの宗教政策』阿部美哉訳、サイマル出版会 1988